# Iran i olympiska sommarspelen 1968
Iran deltog i de olympiska sommarspelen 1968 i Mexico City. Landet ställde upp med en trupp bestående av fjorton deltagare, samtliga män, vilka deltog i fjorton tävlingar i tre sporter. Iran slutade på 19:e plats i medaljligan, med två guldmedaljer och fem medaljer totalt.

## Medaljer
Guld
- Abdollah Movahed - Brottning, Lättvikt, fristil
- Mohammad Nassiri - Tyngdlyftning, 56 kg

 Silver
- Parviz Jalayer - Tyngdlyftning, 67,5 kg

 Brons
- Aboutaleb Talebi - Brottning, Bantamvikt, fristil
- Shamseddin Seyed-Abbasi - Brottning, Fjädervikt, fristil

## Brottning
Fristil
| Idrottare               | Gren   | Omgång 1                      | Omgång 2                        | Omgång 3                               | Omgång 4                          | Omgång 5                         | Omgång 6                      | Sista omgången                                       | Sista omgången |
| Idrottare               | Gren   | Motståndare Resultat          | Motståndare Resultat            | Motståndare Resultat                   | Motståndare Resultat              | Motståndare Resultat             | Motståndare Resultat          | Motståndare Resultat                                 | Plats          |
| ----------------------- | ------ | ----------------------------- | ------------------------------- | -------------------------------------- | --------------------------------- | -------------------------------- | ----------------------------- | ---------------------------------------------------- | -------------- |
| Mohammad Ghorbani       | 52 kg  | Defran (DOM) Vinst genom fall | Solari (ECU) Vinst genom fall   | Triantafyllidis (GRE) Vinst genom fall | Sanders (USA) Förlust genom fall  | Nakata (JPN) Förlust genom fall  | i.u.                          | Gick inte vidare                                     | -              |
| Aboutaleb Talebi        | 57 kg  | Raxon (GUA) Vinst på teknik   | Ahmad (AFG) Vinst på poäng      | Sardar (PAK) Vinst på poäng            | Bye                               | Behm (USA) Vinst på poäng        | Alijev (URS) Oavgjort         | Uetake (JPN) Oavgjort                                | 3              |
| Shamseddin Seyed-Abbasi | 63 kg  | Douglas (USA) Vinst på poäng  | Luczak (GDR) Vinst på teknik    | Engel (TCH) Vinst genom fall           | Tedejev (URS) Vinst på poäng      | Karypidis (GRE) Vinst genom fall | i.u.                          | Todorov (BUL) Oavgjort Kaneko (JPN) Förlust på poäng | 3              |
| Abdollah Movahed        | 70 kg  | Garvie (CAN) Vinst på teknik  | Vario (ARG) Vinst på teknik     | Marchand (FRA) Vinst på teknik         | Rost (FRG) Vinst på teknik        | Chand (IND) Vinst på poäng       | Sereeter (MGL) Vinst på poäng | Valtjev (BUL) Vinst på poäng                         | 1              |
| Ali-Mohammad Momeni     | 78 kg  | Ayub (AFG) Vinst på teknik    | Bajkó (HUN) Vinst på poäng      | Atalay (TUR) Förlust på poäng          | Heinze (GDR) Vinst på poäng       | Sotirov (BUL) Vinst på poäng     | i.u.                          | Gick inte vidare                                     | 4              |
| Mansour Mehdizadeh      | 87 kg  | Balla (ROU) Diskvalificerad   | Dök inte upp                    | Gick inte vidare                       | Gick inte vidare                  | Gick inte vidare                 | Gick inte vidare              | Gick inte vidare                                     | -              |
| Moslem Eskandar-Filabi  | 97 kg  | Vernik (ARG) Vinst på teknik  | Jutzeler (SUI) Förlust på poäng | Lomidze (URS) Förlust på poäng         | Gick inte vidare                  | Gick inte vidare                 | i.u.                          | Gick inte vidare                                     | -              |
| Abolfazl Anvari         | +97 kg | Nyers (HUN) Vinst på poäng    | Robertsson (SWE) Vinst på poäng | Kristoff (USA) Förlust på poäng        | Duraliev (BUL) Förlust genom fall | Gick inte vidare                 | i.u.                          | Gick inte vidare                                     | 6              |

Grekisk-romersk stil
| Idrottare            | Gren  | Omgång 1                  | Omgång 2                      | Omgång 3                             | Omgång 4             | Omgång 5             | Omgång 6             | Sista omgången       |
| Idrottare            | Gren  | Motståndare Resultat      | Motståndare Resultat          | Motståndare Resultat                 | Motståndare Resultat | Motståndare Resultat | Motståndare Resultat | Motståndare Resultat |
| -------------------- | ----- | ------------------------- | ----------------------------- | ------------------------------------ | -------------------- | -------------------- | -------------------- | -------------------- |
| Seyed Hossein Moareb | 63 kg | Hassanein (EGY) Vinst DNF | Alakoç (TUR) Förlust på poäng | Gualintchev (BUL) Förlust genom fall | Gick inte vidare     | Gick inte vidare     | Gick inte vidare     | Gick inte vidare     |

## Friidrott
Diskuskastning
- Jalal Keshmiri - 20:e plats
  - Kval — 53,96 meter (→ gick inte vidare)

## Tyngdlyftning
Herrar
| Idrottare         | Gren    | Press | Ryck  | Stöt  | Total | Placering |
| ----------------- | ------- | ----- | ----- | ----- | ----- | --------- |
| Mohammad Nassiri  | 56 kg   | 112,5 | 105,0 | 150,0 | 367,5 | 1         |
| Nasrollah Dehnavi | 60 kg   | 117,5 | 107,5 | 140,0 | 365,0 | 6         |
| Parviz Jalayer    | 67,5 kg | 125,0 | 132,5 | 165,0 | 422,5 | 2         |
| Daniel Gevargiz   | 75 kg   | 0     | -     | -     | -     | -         |